# Torrendiella grisea
Torrendiella grisea är en svampart som beskrevs av P.R. Johnst. & Gamundí 2000. Torrendiella grisea ingår i släktet Torrendiella och familjen Sclerotiniaceae.   Inga underarter finns listade i Catalogue of Life.